# Tuttul
Tuttul ali Tultul (arabsko تل البيعة, Tell Bi'a) je bilo naselje v vzhodni Siriji na sotočju rek Balih in Evfrat. 

## Zgodovina
V srednji bronasti dobi (okoli 2000-1600 pr. n. št.) je bilo mesto posvečeno bogu Daganu, ki so ga častili po celem Bližnjem vzhodu.
Bil je pomembno mesto, ki je cvetelo od druge polovice 3. tisočletja pr. n. št. do 17. stoletja pr. n. št. Tell Bi'a je bil naseljen od sredine 3. tisočletja pr. n. št. Mesto se je včasih omenjalo tudi kot Severni Tutul, kar kaže, da je obstajal tudi Južni Tutul, morda v severnem Iraku med mestoma Mari in Babilon. Domneva je zelo špekulativna. Istovetenje tako imenovanega Južnega Tutula s sodobnim Hitom je nezanesljivo, ker je Hit pod tem imenom večkrat omenjen v marijskih arhivih.
- Ostanki mesta
- Grobovi